# Parc hanté
Le parc hanté (en suédois : Spökparken) est un parc public situé dans le quartier de Vasastaden à Stockholm en Suède. 

## Description
Le parc à ses entrées principales à Drottninggatan et Holländargatan. 
Le parc est populaire pour ses espaces verts ouverts et ses vieux arbres majestueux, notamment des hêtres et des frênes. 
Le parc abrite une manoir et un belvédère du XVIIIème siècle.
Le parc est une oasis de paix à l'abri des rues environnantes. 
Vers Holländargatan et Rådmansgatan, le parc est délimité par des murs et des clôtures. 
Sinon, le parc est entouré de bâtiments.
Le parc est bordé au nord par l'ancien bâtiment principal de l'école supérieure de Stockholm, puis  de l'Université de Stockholm, à Kungstensgatan 45, à l'ouest par le Palais Scheffler à Drottninggatan 116, et l'Université suédoise des sciences agricoles. 
À l'est se trouve l'École d'économie de Stockholm, l'ilôt urbain Luftspringaren, au 32 Holländargatan (anciennement le bâtiment du syndicat étudiant de l'Université de Stockholm).

## Histoire
Le nom du parc est lié au fait que le palais Scheffler est également appelé le « château hanté ». Le nom proviendrait d'un glissement de terrain survenu en 1840, qui a ouvert une tombe dans la partie nord du parc et l'a rendue visible. On ne sait pas à qui appartenait cette tombe, mais l'incident a donné lieu à des fantasmes les plus fous.
Une autre explication du nom est qu'un ancien propriétaire, considéré comme cruel et maléfique, hanterait le château.
Le palais Scheffler a été construit comme résidence vers 1700 par le marchand Hans Petter Scheffler. Le plan strict et symétrique avec le belvédère et un axe central clair trouve son origine dans les idéaux baroques du XVIIIème siècle.
À la fin du XIXème siècle, le parc a été rénové dans le style romantique national alors en vigueur, avec des allées sinueuses et de grands arbres à croissance libre.
Malmgården et le parc étaient des propriétés privées jusqu'en 1924, date à laquelle ils ont été donnés à l'Université de Stockholm.
Dans les années 1940, à l'époque où Holger Blom était jardinier de la ville, une aire de jeux et un jardin d'herbes aromatiques ont été construits dans la partie sud du parc, ainsi qu'une nouvelle entrée avec des escaliers depuis Holländargatan.
En 1991, la responsabilité du parc a été transférée de l'État à la ville de Stockholm et d'importantes rénovations ont été réalisées. La rénovation la plus récente a été réalisée en 2009.
Le parc est l'un des rares parcs classés byggnadsminne de Stockholm et constitue une valeur fondamentale dans l'intérêt national pour la conservation de l'environnement culturel dans le centre-ville de Stockholm avec Djurgården. 
La valeur culturelle et historique du parc repose sur des couches historiques clairement lisibles de différents siècles tels son mélange de jardin baroque du XVIIIème siècle avec le belvédère et la structure symétrique autour d'un axe central et de parc anglais du XIXème siècle avec des sentiers sinueux et de grands arbres à feuilles caduques

## Galerie

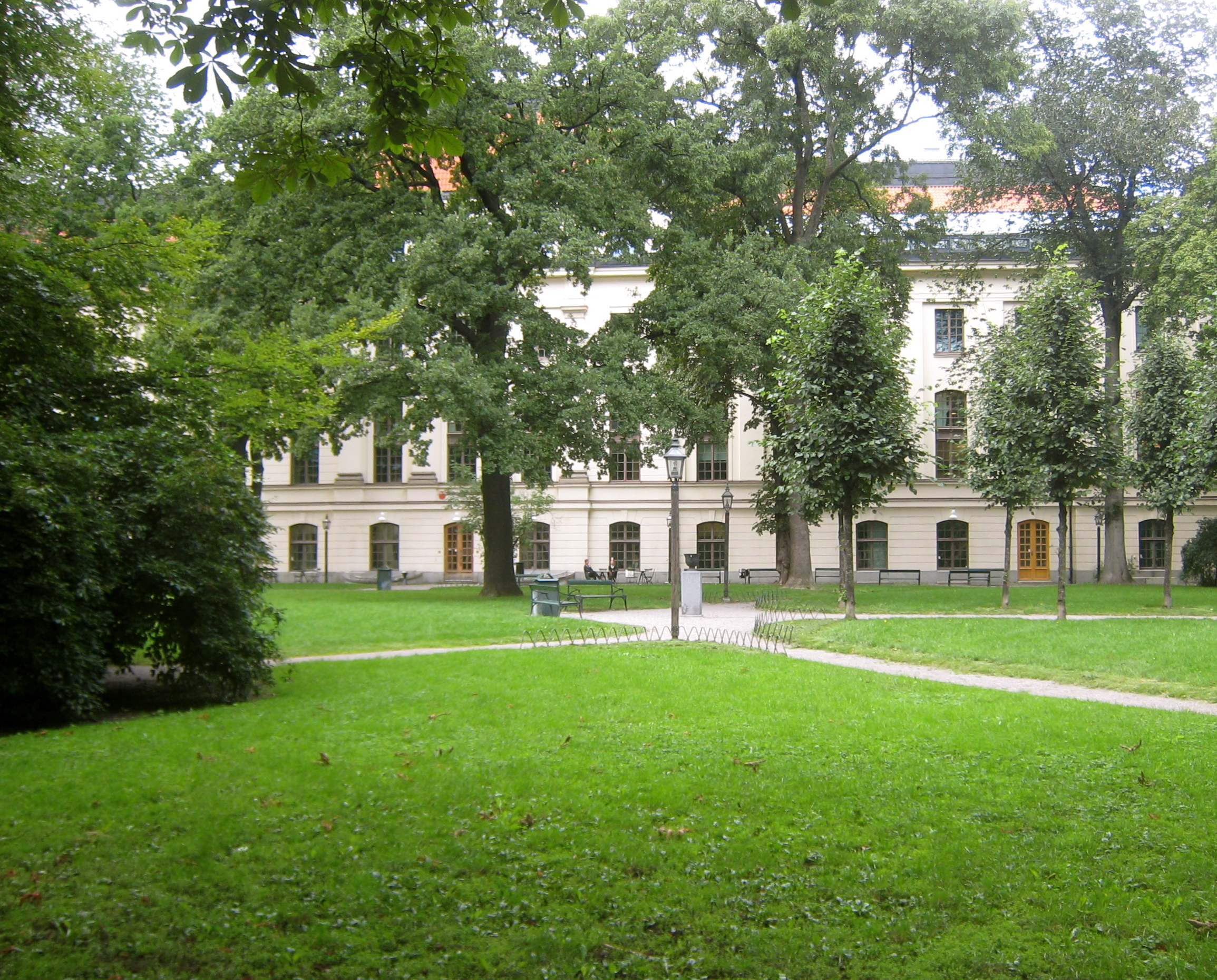
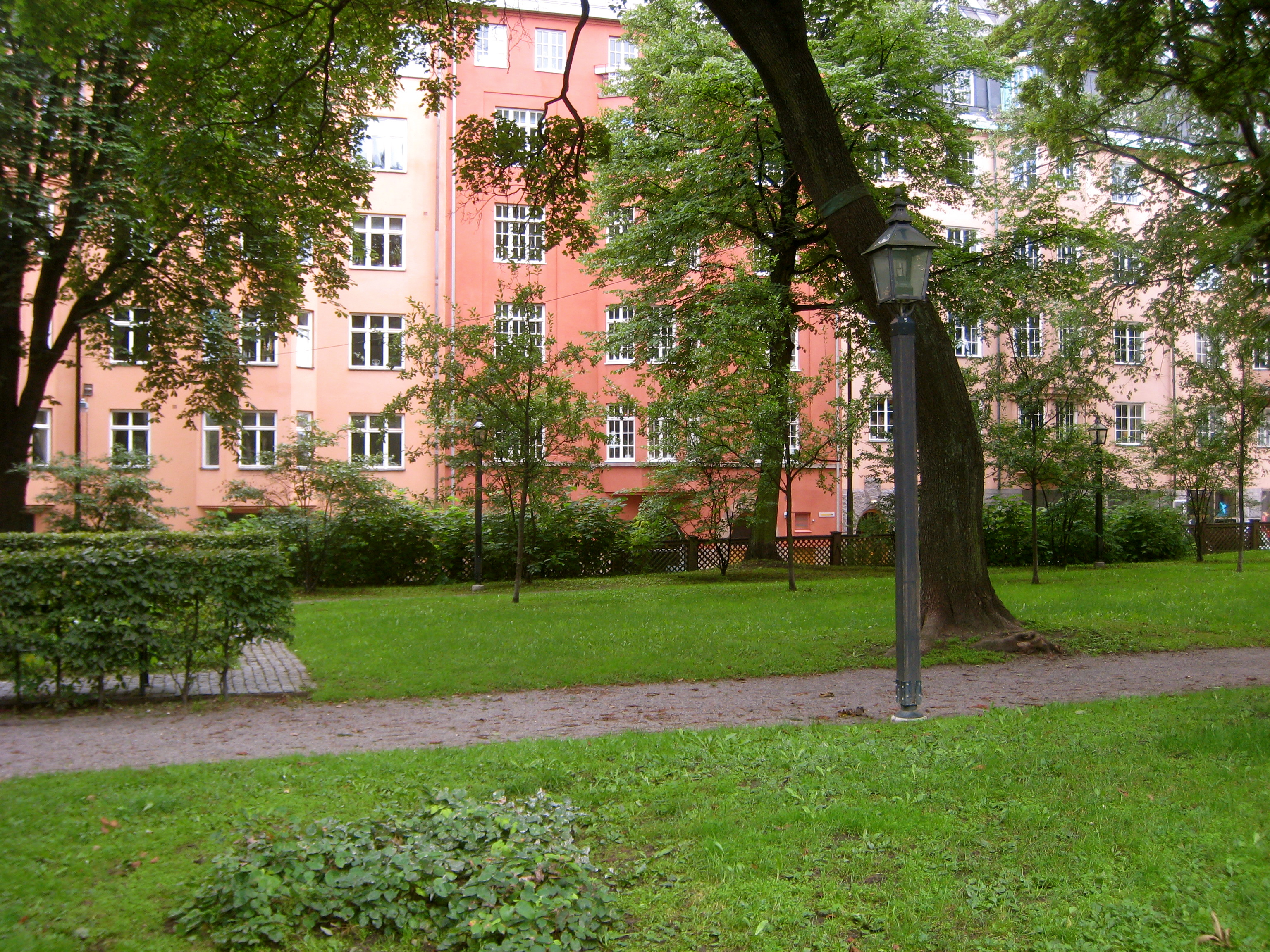
Vers le sud et Rådmansgatan.
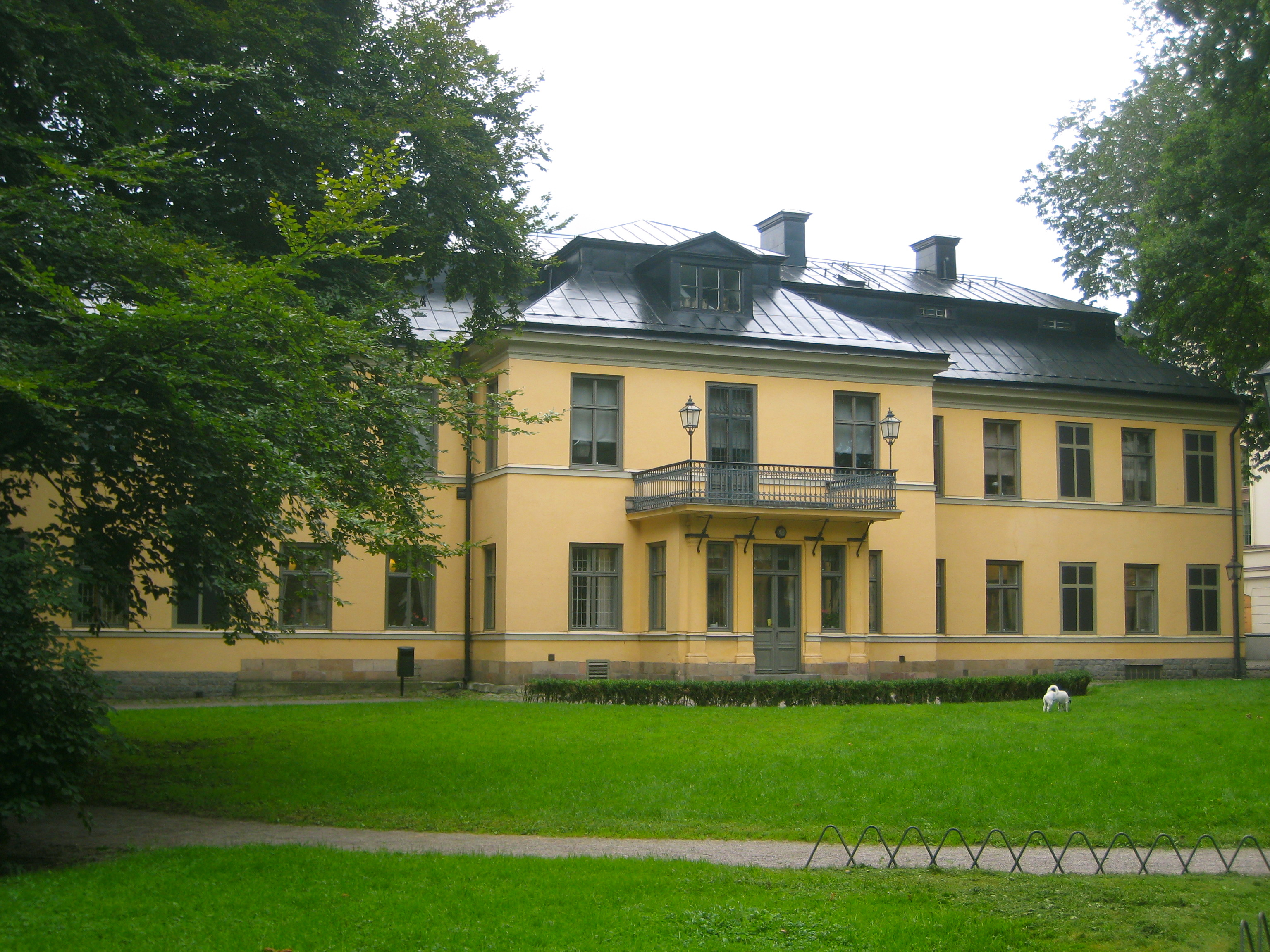
Façade du palais Scheffler donnant sur le parc.
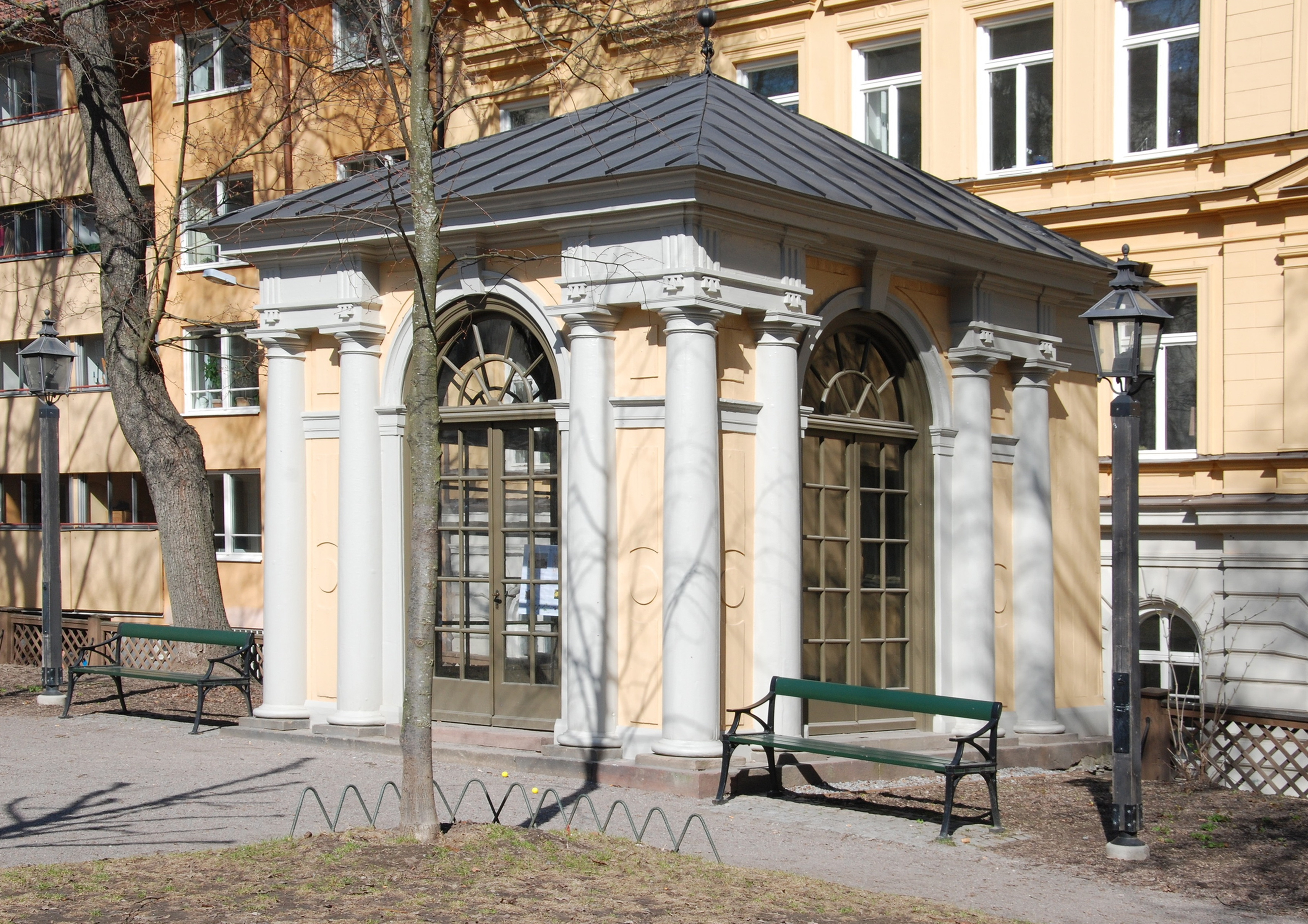
Le belvédère du XVIIIème siècle.